# 27 TCN
Năm 27 TCN là một năm trong lịch Julius. 